# Žirović
Žirović je naseljeno mjesto u gradu Livnu, Federacija Bosne i Hercegovine, BiH. Smješteno je 11 kilometara od Livna.

## Stanovništvo

### 1991.
Nacionalni sastav stanovništva 1991. godine, bio je sljedeći:
ukupno: 389
- Hrvati - 386
- ostali, neopredijeljeni i nepoznato - 3

### 2013.
Nacionalni sastav stanovništva 2013. godine, bio je sljedeći:
ukupno: 344
- Hrvati  - 344

## Poznate osobe
- Lovro Karaula, franjevac

## Vanjske poveznice
- Web kamera  Arhivirana inačica izvorne stranice od 28. siječnja 2020. (Wayback Machine)